# Parafia św. Marcina w Zadrożu
Parafia świętego Marcina w Zadrożu – parafia rzymskokatolicka, znajdująca się w diecezji sosnowieckiej, w dekanacie XXI – Najświętszego Serca Pana Jezusa w Sułoszowej.